# Стар Скул (Монтана)
Стар Скул (енгл. Starr School) насељено је место без административног статуса у америчкој савезној држави Монтана.

## Демографија
По попису из 2010. године број становника је 252, што је 4 (1,6%) становника више него 2000. године.
| Група             | 2000.    | 2010.    |
| Белци             | 6 (2,4%) | 5 (2,0%) |
| Афроамериканци    | 0 (0,0%) | 0 (0,0%) |
| Азијати           | 0 (0,0%) | 0 (0,0%) |
| Хиспаноамериканци | 0 (0,0%) | 4 (1,6%) |
| Укупно            | 248      | 252      |